# اجاره
اجاره عقدی است که به موجب آن مستأجر مالک منافع عین مستاجره می‌شود، اجاره دهنده را موجر و اجاره‌کننده را مستأجر و مورد اجاره را عین مستاجره گویند.
←اجاره در لغت از ریشه اجر به معنای رهانیدن، به فریاد رسیدن، چیزی را به فرد دادن می‌باشد.
در اصطلاح عقدی است که به موجب آن مستأجر، در برابر مالی که به موجر می‌دهد، برای مدت معین مالک منافع عین  مستأجره  می‌شود. یعنی همان سلطه و اختیار استفاده مالک را از عین مورد اجاره دارد؛ بنابراین اجاره عقدی تملیکی و معوض و موقت می‌باشد.

## اقسام اجاره
در قانون مدنی ایران اجاره بر سه قسم است:
1. اشیاء: شکل مرسوم اجاره که در آن می‌توانید هر شیء منقول یا غیرمنقولی را اجاره کنید.

1. حیوانات: شما می توانید حیوانات را برای مصارف مختلفی اجاره کنید به انوان مثال اجاره اسب برای سواری یا اجاره حیوانات برای نمایش در نمایش ها یا فیلم های مختلف و...

1. اشخاص: اجاره افراد به معنا تملک آنها نیست به عبارت بهتر شما دارید خدمات آنها را اجاره می کنید نه خود آنها را و باید به این موضوع توجه کنید که اجاره افراد به معنا تملک آنها به هیچ عنوان قانونی نیست. البته در حال حاضر مقررات اجاره اشخاص عملا با قوانین کار جایگزین شده‌اند و معمولا این نوع توافق‌ها یا در قالب قرارداد بیع خدمات یا قرارداد زیر نظر قانون کار یا زیر نظر قوانین استخدامی بسته می‌شوند.

## انواع اجاره
از نظر مدت زمان اجاره به صورت زیر تقسیم‌بندی می‌شود:
1. اجاره روزانه
2. اجاره ماهانه
3. اجاره سالانه

انواع قرارداد اجاره از نظر نوع سند:

### عقد قرارداد اجاره به شکل قولنامه‌ای:
گاهی طرفین قرارداد با سندی عادی میان خود اجاره‌نامه‌ای را تنظیم و با توافق امضاء می‌نمایند. در نوع قرارداد اجاره تمامی توافق‌های لازم به شکل مکتوب در سه نسخه منعقد می‌شود و در نهایت این نسخ در اختیار مالک، مستأجر و بنگاه‌دار قرار می‌گیرد. چنانچه طرفین این قرارداد به مشکلی برخوردند، می‌توانند با استناد به این قرارداد به محاکم صالح مراجعه کنند. 

### عقد قرارداد اجاره به شکل رسمی:
چنانچه قصد تنظیم قرارداد اجاره را به شکل رسمی دارید، باید به دفاتر اسناد رسمی مراجعه نمایید؛ زیرا دفاتر اسناد رسمی وظیفه ثبت رسمی این قراردادها را بر عهده دارند. در این سبک از قراردادهای اجاره ملک جزئیات قرارداد در برگه‌هایی درج شده است که موجر و مستأجر وظیفه دارند تا پای این قوانین را  امضاء  نمایند و به آن متعهد شوند.

## قوانین اجاره‌نشینی

### ایران
قانون روابط موجر و مستأجر مصوب ۱۳۷۶ در مجلس شورای اسلامی نکات مهمی را دربارهٔ اجاره ملک در ایران تعیین کرده‌است که در آیین‌نامه اجرایی ۱۳۷۸ آن به تصویب هیئت وزیران رسید و در سال ۷۹ اصلاح شد.
یکی از نکات مهم در اجاره ملک مبلغی است که به عنوان «ودیعه یا تضمین یا قرض الحسنه یا سند تعهدآور و مشابه آن» در زمان عقد قرارداد از مستأجر به موجر سپرده می‌شود تا در پایان مهلت قرارداد برگردانده یا استرداد شود که در عرف به آن «رهن» گفته می‌شود. خبرآنلاین در اردیبهشت ۱۳۹۵ گزارشی را منتشر کرد که در آن همانند وبگاه‌های متعدد دیگری این‌گونه عنوان شد که حتی در صورت برگردانده نشدن مبلغ رهن، مستأجر باید ملک را تخلیه کند. این تصور اشتباه عامیانه در حالی‌ست که در ماده ۴ قانون روابط موجر و مستأجر به روشنی بیان شده‌است که «تخلیه و تحویل مورد اجاره به موجر موکول به استرداد سند یا وجه مذکور به مستأجر یا سپردن آن به دایره اجراست». در مواردی که با نزدیک شدن به پایان مهلت اجاره‌نامه موجر از استرداد رهینه امتناع می‌کند و مشاور املاک مربوط درخواست استرداد رهینه را در قرارداد ثبت نمی‌کند، مستأجر می‌تواند به استناد ماده ۱۵۶ قانون آئین دادرسی مدنی، اظهارنامه‌ای را در ۳ نسخه تنظیم و با صرف هزینه‌ای اندک در دبیرخانه دادگستری ابطال تمبر نماید تا به صورت رسمی درخواست تخلیه ملک را ثبت و به گوش موجر رسانده باشد تا در صورت نیاز به اعلام دادخواست یا دفاع مستأجر از خود مورد تأیید دادسرا نیز باشد.

#### مصوبه تخلیه مستاجر در دوران کرونا[۵]
همزمان با شیوع بیماری کرونا در زمستان 98 به علت قرنطینه های متعدد، قرارداد های اجاره ای که در این تاریخ به اتمام می رسد را به صورت خودکار تمدید کند و افزایش مبلغ اجاره ها فقط تا سقف مصوب شده امکان پذیر است.
البته 3 شرط نیز وجود دارد که در صورت نبود این شرایط امکان گرفتن حکم تخلیه توسط موجر امکان پذیر است:
1- سقف مبلغ افزایش اجاره بها توسط مستاجر پذیرفته نشود.
2- موجر تمایل به فروش نداشته باشد.
3- مستاجر به تعهدات خود عمل کرده باشد.

## موارد مهم در روند اجاره بین مستاجر و موجر
- ترجیحا قرارداد بین موجر و مستاجر نباید به صورت دستی انجام شود و چنانچه قرارداد به صورت دستی انجام شد حتما توسط یکی از وکلای دادگستری بررسی و تایید شود تا از وجاهت قانونی کافی برخوردار باشد بلکه توصیه می شود قرارداد اجاره نامه در دفاتر مشاور املاک مطمئن و مورد وثوق شما یا دفاتر اسناد رسمی منعقد شده باشد. بعد از حل و فصل دعوا در شورای حل اختلاف و صدور حکم، مالک باید مبلغ قرض الحسنه قید شده در قرارداد را به حساب دادگستری واریز کرده تا دادگاه به عنوان مرجع ذیصلاح مراحل عودت ملک و ودیعه را به هر کدام از موجر یا مستاجر طی نماید.
- چنانچه مستاجر خسارتی را به ملک وارد کرده یا از پرداخت اجاره خودداری کرده باشد موجر می تواند علاوه بر طرح دعوای تخلیه، درخواستی به صورت جداگانه جهت دریافت ضرر و زیان به دادگاه ارائه نماید و تقاضای توقیف پول پیش مستاجر را بنماید.
- مستاجر نیز میتواند ضمن رعایت موارد قانونی در طی 2 مرحله و هر مرحله به مدت ۱۰ روز جهت تخلیه از ملک موجر مهلت بگیرد.
- در خصوص پرونده های مربوط به تخلیه  ملک نیازی به حضور مستاجر نیست و مراجع ذیصلاح می توانند حتی بدون حضور ایشان پرونده را بررسی و حکم تخلیه را صادر نمایند.
- درخواست های مشابه با عناوین تخلیه، مثل خلع ید، دستور تخلیه، رفع تصرف عدوانی و رفع مزاحمت ‌و… همگی در موضوع مشابه هستند و نتایج یکسانی دارند لکن هر کدام برای پرونده ها و شرایط مخصوصی کاربرد دارند.
- برای خلع ید مستاجر، درخواست خلع ید ملک باید به محاکم قضایی صورت گیرد اگر چه این مورد شامل دعاوی مالی نمی باشد اما تشریفات بیشتری دارد و زمانبر است.
- شورای حل اختلاف فقط مجاز به رسیدگی و صدور حکم تخلیه می باشد و صرفا در این خصوص صلاحیت اجرایی دارند.